# ヤール
ヤール (スウェーデン語: Jarl) は、中世スウェーデンにおけるステンキル家やフォルクング家などの国王家級の家に与えられた称号。日本語では「将軍」と訳される場合もある。12世紀前半以降は、もっぱらスウェーデン王に準ずる個人の称号となった。

## 歴史
プロコピオスによれば、数世代にわたってヨーロッパ大陸中を襲撃してまわったヘルール族が、敗北を喫して512年に故地スカンディナヴィアに撤退した。しかし彼らの故地は既にデーン人に占領されていたため、 イェート人 (Geats) の勢力に隣接する今日のスウェーデンに住み着いた。この謎の多い部族が使用したノルド祖語の単語"erilar"がヤール (jarl) や英語の伯 (earl) の語源となった。この語は「読み書きができる者」を示していると考えられており、彼らは北ドイツから文字の存在していなかったスカンディナヴィアにルーン文字をもたらした。
おそらくは、ヘルール族のルーン文字を読み解く知識は人々を統率する能力に直結しており、ヘルール族がスカンディナヴィアの人々と少しずつ融和していく過程で、ヤールの称号は指導者の身分を意味するようになった。アイスランドのサガなどでは、ヤールは王の次に身分の高い族長のようなもので、国王軍の中では元帥の役割を果たしている。あらゆる中世の文書において、ヤールは明確に国王直属の指導者と位置付けられていた。その伝説的な起源は、アイスランドのエッダ詩『リーグルの詩』にみることができる（その項を参照）。
スウェーデンの歴史上では、ヤールは地方の支配者とも、国王に任命される副王のようなものともとらえることができる立場で、ヴェステルイェートランドやエステルイェートランド、 Svitjodなどの歴史的なスウェーデンの地域を統治していた。時には、スウェーデン国外の地域のヤールもスウェーデンのヤールと同様に任命されることがあった。このケースの一例がヨーン・ヤールで、記録によれば、彼は東方のノヴゴロドで略奪行為を指揮していた。ノルウェーでは各地域にヤールが存在したが、この名称は14世紀にはオークニー諸島のみで用いられるようになった。
10世紀の中ごろから、スウェーデンではヤールは王権に付く一人に与えられる称号となり、地方の支配者はドゥクス (dux) またデューク (duke) すなわち公と呼ばれるようになっていった。12世紀後半から13世紀にかけて、スウェーデンのヤールとなったビルイェル・ブローサ、ウルフ・フォース、ビルイェル・ヤール（マグヌソン）らは国王をもしのぐ権力を持ち、実質的なスウェーデン王国の支配者となった。
1250年にフォルクング家がスウェーデン王位を継承するようになって以降、ヤールは公に包含されるようになり、その役割や権限は1266年にビルイェル・ヤールが死去した後に国王のものとなった。

## スウェーデンのヤール
諸家
- ジョン・スヴェルケルソン：スウェーデン王スヴェルケル1世の長子 [要出典]
- カール・スヴェルケルソン：ジョン・スヴェルケルソンの次子、イェータランドのヤール [要出典]
- ヤール・ラグヴァルド・ヘンリクソン：マグヌス2世の兄弟 [要出典]
- ウルフ・ヤール：1020年代のヤール[4][要出典]
- ヤール・グットルム：1160年代のヤール [要出典]

フォルクング家
- フォルケ（肥満公）：1100年ごろ[要出典]
- ベンクト・スニヴィル：12世紀中ごろ？[要出典]
- ビルイェル・ブローサ：1174年 - 1202年[5]
- ヨハン・スヴェルケルソン：1202年 - ?[5]
- ヨーン・ヤール：? - 1206年?[5]
- クヌート・ビルイェルソン：? - 1208年[5] レーナの戦いで戦死
- フォルケ・ビルイェルソン：1208年 - 1210年[5] イェスティールレンの戦いで戦死
- カール・ドーヴ（聾公）：1210年? - 1220年[5] リフラの戦いで戦死
- ウルフ・フォース：1220年? - ?年、1231年 – 1240年、1247年死去[5]
- ビルイェル・ヤール（マグヌソン）：1248年 - 1266年[5]

### ヴェステルイェートランドのヤール
ステンキル家
- ウルフ・トースティソン
- ラグンヴァルド・ウルフッソン：1010年 - 1020年

## 現代のヤールを取り上げた作品
- 北欧神話をモチーフとしているThe Elder Scrolls V: Skyrimでは、地方の首長にヤールの名称がもちられている。
- 歴史RPGMount & Blade: Warbandでは、中世ノルマン人をモデルとした「ノルド人」の首長をヤールと呼んでいる。

## 注記
1. ↑  熊野聰 1998, p. 65.
2. ↑  See the Järsberg Runestone from the 6th century carrying the inscription ek erilaR [...] runor waritu.
3. 1 2 3  Lindström, p 113-115
4. ↑  Ulf's family ties are unknown.
5. 1 2 3 4 5 6 7 8  Lindström, p 267, "Jarls from the late 12th century to 1266"